# Baden Baden-Powell
Baden Fletcher Smyth Baden-Powell est un militaire, un inventeur et un pionnier de l'aviation militaire britannique, né le 22 mai 1860 et mort le 3 octobre 1937, qui fut président de la Royal Aeronautical Society de 1900 à 1907. Il est également le frère de Robert Baden-Powell.

## Famille
Baden était le plus jeune enfant de Baden Powell, et le frère de Robert Baden-Powell, Warington Baden-Powell, George Baden-Powell, Agnes Baden-Powell et Frank Baden-Powell. Sa mère, Henrietta Grace Smyth, était la troisième épouse du révérend Baden Powell (les deux précédentes étant décédées), et était une musicienne et une artiste douée. Baden ne s'est pas marié - sa mère a été assez brutale en essayant de garder ses fils (et sa part de leurs revenus) pour elle. Il a été le parrain, entre autres, de la fille de son frère, Betty Clay née Baden-Powell.

## Carrière
Baden-Powell a été nommé lieutenant dans les Scots Guards le 29 juillet 1882, et a servi avec le Guards Camel Regiment dans l'expédition du Nil (1884-85) en Égypte et au Soudan. Il est promu capitaine le 5 février 1896, puis major le 24 juin 1899. Il a servi avec le 1er bataillon de son régiment en Afrique du Sud pendant la deuxième guerre des Boers, et a participé aux batailles de Belmont (23 novembre 1899), Modder River (28 novembre 1899) et Magersfontein (11 décembre 1899). Il faisait partie de la colonne de secours qui, en mai 1900, a relevé le siège de Mafeking, dont son frère aîné était le commandant. Un mois après la fin de la guerre, fin mai 1902, Baden-Powell est rentré chez lui avec son régiment sur le SS Tagus.
Baden-Powell était un pionnier de l'aviation militaire et un membre, puis un président de la Royal Aeronautical Society et un membre de la Royal Geographical Society (élu en 1891). Il a été l'un des premiers à voir l'utilisation de l'aviation dans un contexte militaire Il a également écrit "Ballooning as a Sport", publié en 1907 par William Blackwood and Sons.
Baden-Powell a été président puis commissaire de district d'un district du nord de Londres, commissaire de district de Sevenoaks, dans le Kent, entre 1918 et 1935, et commissaire du siège pour l'aviation de 1923 à sa mort en 1937,,.

## Inventions
Il a construit ses premiers ballons et avions avec sa sœur aînée Agnes.
Il a inventé un système de cerf-volant à dos d'homme qu'il a appelé le Levitor. Il a également développé un vélo militaire pliable.
Il obtient l'un des premiers brevets britanniques pour un système de télévision, "An electrical method of reproducing distant scenes visually", publié le 19 avril 1921 (GB161706).

## Scoutisme
Baden-Powell a été le premier à introduire dans le Scoutisme des activités basées sur le vol, sous la forme de la construction de cerfs-volants et de modèles réduits d'avions. Il peut être considéré comme le fondateur du scoutisme aérien, même s'il pensait qu'il n'était guère possible d'avoir des "scouts de l'air".

## Écrits
Il a contribué à la rédaction de l'article sur le cerf-volant de l'Encyclopædia Britannica, onzième édition.
Il a écrit "Dans les îles sauvages et les terres colonisées. Malaysia, Australasia and Polynesia, 1888-1891", publié en 1892 par R.Bentley and Son, Londres. Baden-Powell raconte notamment dans son livre une visite à Batavia (aujourd'hui Jakarta), où il était invité au dîner offert par un grand magnat local, Khouw Yauw Kie, Kapitein der Chinezen. 